# Marine (chanteuse)
Pour les articles homonymes, voir Marine (homonymie) et Delplace.
Marine, de son nom complet Marine Delplace, née le 29 mars 2000 à Arras (Pas-de-Calais), est une autrice-compositrice-interprète et musicienne française.
En 2024, elle est révélée par sa participation à l'émission télévisée Star Academy, dont elle remporte la saison 12.

## Biographie

### Jeunesse et études
Marine Delplace est née le 29 mars 2000 à Arras (Pas-de-Calais). Passionnée de musique depuis l'âge de 6 ans, elle commence par le piano avant de se tourner vers le ukulélé. Elle s'est également essayée au violoncelle. Elle a passé une partie de sa jeunesse à Saint-Nicolas et suit des études en chirurgie dentaire,.

### Débuts
En 2015, alors âgée de 14 ans, elle participe à la saison 2 de The Voice Kids en interprétant Rolling in the Deep sans parvenir à franchir l'étape des auditions à l'aveugle,.
À 16 ans, le 1er octobre 2016, elle est finaliste du concours de chant « Y’a d’la voix » au Casino d'Arras avec « une personnalité forte et une voix puissante »,.
En mai 2022, elle écrit et compose la chanson Ma faute qui comptabilise en décembre 2024 plus de 750 000 écoutes sur Spotify et 340 000 sur Youtube. Le titre dépasse rapidement les 3 millions de vues lorsqu'elle le dévoile avant la finale de la saison 12 de Star Academy.

### Participation àStar Academy
En octobre 2024, elle se fait connaître en participant à la saison 12 de Star Academy, où elle passe 15 semaines d'aventure au château des Vives-Eaux. Comme Pierre Garnier, vainqueur de l'édition précédente, elle atteint les 200 000 followers sur son compte Instagram quelques jours avant la finale.
Elle remporte la finale face à Ebony Cham (en) grâce notamment à un soutien régional important, dans le nord de la France et en Belgique, qui lui confère 65 % des votes du public,, ce qui constitue le troisième meilleur score d’un vainqueur de Star Academy derrière Grégory Lemarchal en 2004 (80 %) et Cyril Cinélu en 2006 (67 %),. Cette victoire lui permet d'obtenir un contrat et une avance de 100 000 euros pour produire un album, enregistrer le disque et réaliser des clips avec Sony Music France,.
Au cours de l'année 2025, elle figure parmi les neuf « académiciens » de sa promotion à participer à la tournée Star Academy - Tour 2025.

### Carrière
En février 2025, elle chante Les Corons à la mi-temps du match opposant Lens à Strasbourg au stade Bollaert, devant plus de 35 000 personnes.[pertinence contestée]
Le 12 mars 2025 sort le clip de Ma faute, qui obtient plus d'un million de vues sur YouTube en seulement une semaine. Selon les classements YouTube, le clip atteint la 25e position en France et la 33e position en Belgique[Quand ?]. Le clip est tourné à Bagnolet, en région parisienne.
Le 27 mars 2025, elle est invitée par Julien Doré lors de son concert au Zénith de Lille pour partager la scène avec lui. Ensemble, ils interprètent la chanson de ce dernier Sublime et Silence en version piano-voix.
Le 27 juin 2025, elle sort son premier album intitulé Cœur maladroit sur lequel elle a collaboré entre autres avec Eddy de Pretto et Joseph Kamel.

## Discographie

### Albums collectifs
- 2025 : Star Academy : l'album de la promo 2024
- 2025 : Star Academy Tour 2025

### Album studio
- 2025 : Cœur maladroit

### Singles
| Titre           | Année | Meilleures positions | Meilleures positions | Meilleures positions | Certifications           | Album          |
| Titre           | Année | FRA                  | BEL                  | SUI                  | Certifications           | Album          |
| --------------- | ----- | -------------------- | -------------------- | -------------------- | ------------------------ | -------------- |
| Ma faute (démo) | 2022  | —                    | —                    | —                    | France (SNEP) : Platine, | Cœur maladroit |
| Ma faute        | 2025  | 6                    | 13                   | —                    | France (SNEP) : Platine, | Cœur maladroit |
| Cœur maladroit  | 2025  | 110                  | —                    | 25                   | —                        | Cœur maladroit |

## Émissions
- 2015 : The Voice Kids (saison 2) sur TF1 : candidate[4]
- 2024-2025 : Star Academy (saison 12) sur TF1 : candidate (gagnante)[4]